# Смрдљива бајка
Смрдљива бајка је српски филм из 2015. године, по сценарију и у режији Мирослава Момчиловића.
Филм је премијерно приказан у београдском Сава центру 25. новембра 2015. године.

## Радња
Мома је скитница која пати од депресије, а Ема скитница која се лечила од алкохолизма. Он живи у напуштеним фабричким погонима а она у шахту. Ема се Моми допала на први поглед. Мома се Еми допао на други поглед. Ема је некад давно изгубила бебу и почела да пије. Или је прво почела да пије па изгубила бебу. Није више ни важно. Важно је да јој је Мома помогао да то преболи.  
Њих двоје почињу да живе заједно, улепшавајући једно другом дане и довијајући се у потпуној немаштини. Венчавају се. Венчава их Краљ клошара који живи на депонији. Мома и Ема одлазе на медени месец и том приликом наилазе на остављену бебу поред контејнера. Настављају живот у троје.

## Улоге
| Глумац            | Улога                 |
| ----------------- | --------------------- |
| Жарко Лаушевић    | Мома                  |
| Јелена Ђокић      | Ема                   |
| Петар Божовић     | Краљ клошара          |
| Милош Влалукин    | Траволта              |
| Бојан Жировић     | Дуле                  |
| Небојша Љубишић   | Паја                  |
| Цвијета Месић     | Кртица                |
| Александар Ђурица | Председник општине    |
| Милош Самолов     | Алкохоличар 1         |
| Небојша Илић      | Алкохоличар 2         |
| Марко Гверо       | Накупац               |
| Јелена Гавриловић | Девојка са сендвичем  |
| Даница Тодоровић  | Продавачица           |
| Јово Максић       | Полицајац 1           |
| Веселин Илић      | Полицајац 2           |
| Бојан Лазаров     | Професор Димитријевић |
| Владан Стевић     | Хармоникаш            |
| Невена Милићевић  | Беба Нада             |

## Занимљивости
- Овај филм је привукао пажњу и повратком на филмско платно Жарка Лаушевића након 16 година паузе у каријери.
- Филм "Смрдљива бајка" је у првој недељи приказивања био најгледанији филм у домаћим биоскопима, а од премијере у Београду, 25. новембра, видело је више од 20.000 људи.[5]

## Критике
Ђорђе Бајић:
Мома и Ема су понижени, одбачени и заборављени... А опет, има у њима жеље за животом, потребе да воле и буду вољени. Дирљива је то поставка, потенцијал постоји. Нажалост, филм пати од мањка садржаја. Глумци су расположени, али недостаје адекватна разрада приче и ефектна поента. Сценарио подсећа на студентску вежбу или импровизацију у стилу комедије дел арте. У сталном ишчекивању да се нешто догоди, прође читав филм. Склизнуће у надреално, потенцијални најзанимљивији аспект филма (појављивање ликова Кртице и Краља клошара), остаје недоречено. Неоспорно, највећа вредност филма су свакако креације двоје главних глумаца. Због њих ће се овај филм и памтити.